# Nekodamashi
Nekodamashi (猫騙し) est une technique non conventionnelle de sumo, lors de laquelle un lutteur bat des mains devant le visage de son adversaire au tachi-ai (en) (début du combat lorsque les lutteurs se jettent l'un vers l'autre). Le but de cette technique est de faire en sorte que l'adversaire ferme les yeux brièvement, permettant à l'instigateur de gagner l'avantage.
Nekodamashi exige qu'il y ait assez d'espace entre les lutteurs au tachi-ai. L'utilisation de la technique est également un pari : si elle échoue, elle laisse le lutteur largement ouvert à l'attaque de son adversaire.
Nekodamashi n'est pas répertorié comme un kimarite (en) (technique gagnante) : même dans la situation improbable où un lutteur est si surpris par un nekodamashi qu'il tombe, la technique gagnante est simplement enregistrée comme hiwaza (victoire non technique).
Les lutteurs célèbres de sumo pour avoir employé le nekodamashi au cours des années incluent Mainoumi (en), Ōtsukasa (en), yokozuna Hakuhō actuel et ancien yokozuna Mienoumi (en).

## Voir également
- Liste des termes japonais spécifiques à la lutte sumo